# Prison Chave
La prison Chave est une ancienne prison marseillaise qui a fait office de prison départementale de 1865 à 1955, et a été démolie en 1958.

## Histoire
La prison Chave est construite en 1852, à l'angle du boulevard Chave et de la rue George, dans le 5e arrondissement, sur l'emplacement de l'ancienne propriété Jeanbernet. Les plans de la prison font l'objet d'intenses débats, et un commentateur de l'époque écrit : « Ce lieu n'est pas convenable, et nous craignons qu'elle ne présente pas toutes les conditions hygiéniques que comportent ces sortes d'établissements. Les cellules du rez-de-chaussée seront humides et obscures, parce qu'elles se trouveront au-dessous du niveau du sol »". La prison est tout de même construite.
À compter de 1912, les exécutions capitales en public à Marseille furent toutes accomplies à l'entrée de la prison, et ce jusqu'au 30 avril 1934. Par la suite, la prison des Baumettes eut ce privilège.
Durant l'Occupation, la prison Chave est sous haute surveillance de la police du régime de Vichy, car des résistants y sont internés.
Cédé à la commune lors de sa désaffectation en 1955, le bâtiment a été démoli en 1958.
Actuellement on peut voir à cet emplacement une école primaire et les bâtiments de la Caisse d'assurance retraite et de la santé au travail (Carsat) (ex-Cram). Le dirigeant soviétique Nikita Khrouchtchev s'est rendu sur place le 28 mars 1960.